# Ernle Bradford
Ernle Bradford (* 11. Januar 1922 in Cole Green, Norfolk; † 8. Mai 1986 auf Malta; eigentlich Ernle Dusgate Selby Bradford) war ein englischer Schriftsteller und Historiker mit dem Schwerpunkt auf der Geschichte der Seefahrt und des Mittelmeers.

## Leben und Wirken
Der Offizierssohn Bradford besuchte die Uppingham School in Rutland. Er begann bereits mit 16 Jahren zu schreiben, trat mit 18 in die Royal Navy ein und verließ diese am Ende des Zweiten Weltkrieges als Kapitänleutnant (first lieutenant). Nach dem Krieg war er Radiosprecher bei der BBC, Herausgeber eines Sammler-Magazins, begeisterter Segler, der mehrmals den Atlantik überquerte, und Angler.
Mit seinem Boot bereiste er große Teile des Mittelmeeres, was dann von ihm in seinen Büchern (z. B. Reisen mit Homer) verarbeitet wurde. Er lieferte viele Anhaltspunkte dafür, dass der griechische Dichter Homer in seiner Dichtung Odyssee viele reale Örtlichkeiten, Wege und Phänomene im Mittelmeer beschreibt, was darauf schließen lässt, dass sich die Odyssee an Erlebnissen auf einer Route durch das westliche Mittelmeer orientiert.
1967 übersiedelte Bradford nach Kalkara auf Malta, wo er – mit Blick über den Grand Harbour von La Valletta – mit seiner Frau und seinem Sohn bis zum Tod lebte. Unter anderem übersetzte er die Chronik der Belagerung Maltas von Francesco Balbi di Correggio aus dem spanischen Original.

## Werke (Auswahl)
Biographien
- Chaireddin Barbarossa. Der Korsar des Sultans („The sultan's admiral“, 1969). Goldmann, München 1972, ISBN 3-442-02978-3 (früherer Titel: König des Mittelmeers).
- Die Reisen des Paulus. Historische Biographie („Paul, the Traveller“, 1974). Ullstein, Frankfurt/M. 1986, ISBN 3-548-27545-1.
- Hannibal („Hannibal“, 1981). Universitas-Verlag, München 1986, ISBN 3-8004-1022-2.
- Julius Caesar („Julius Caesar. The pursuit of power“, 1981). Ullstein, Frankfurt/M. 1987, ISBN 3-548-27557-5.
- Konquistador der Meere. Sir Francis Drake; Abenteurer und Weltumsegler („Drake“, 1965). Scherz, München 1966.
- Nelson. Admiral, Diplomat, Liebhaber („Nelson“, 1977). Ullstein, Frankfurt/M. 1989, ISBN 3-548-34609-X.

Reiseführer
- Die griechischen Inseln. Ein Führer („The companion guide to the Greek Islands“, 1973). 6. Aufl. Prestel, München 1985, ISBN 3-7913-0237-X.
- Reisen mit Odysseus. Zu den schönsten Inseln, Küsten und Stätten des Mittelmeeres („Ulysses found“, 1963). Neuausg. Insel-Verlag, Frankfurt/M. 1999, ISBN 3-458-34208-7 (früherer Titel: Reisen mit Homer).

Geschichtliche Darstellungen
- Bastion im Mittelmeer. Die Belagerung Maltas 1940–1943 („Siege. Malta 1940–1943“, 1985). Universitas-Verlag, München 1986, ISBN 3-8004-1123-7.
- Johanniter und Malteser. Die Geschichte des Ritterordens („The shield and the sword“, 1973). Ullstein, Ullstein 1995, ISBN 3-548-34429-1 (früherer Titel: Kreuz und Schwert). Deutsche Erstausgabe 1983 Universitas-Verlag Berlin.
- Der Schild Europas. Der Kampf der Malteserritter gegen die Türken 1565 („The great siege“, 1988). Ullstein, Frankfurt/M. 1999, ISBN 3-548-34912-9 (Belagerung von Malta 1565)
- Der Verrat von 1204. Die Zerstörung und Plünderung Konstantinopels („The great betrayal“, 1975). Heyne, München 1980, ISBN 3-453-48066-X (früherer Titel: Verrat am Bosporus). Deutsche Erstausgabe 1978 Universitas-Verlag Berlin.
- Großkampfschiffe. Festungen auf See („The great ship“, 1986). Ullstein, Frankfurt/M. 1991, ISBN 3-548-22349-4.